# Almindelig pærekapsel
Almindelig pærekapsel (Physcomitrium pyriforme) er et almindeligt mos i Danmark, især på nylig blottet, fugtig og næringsrig jord . Det videnskabelige artsnavn pyriforme betyder 'pæreformet' (af latin pyrum pære).